# Carlos Gilbert
Carlos Gilbert Herrera (Barcelona, 16 de abril de 1999) es un futbolista español que juega como delantero centro en la UD Almería "B" de la Tercera División RFEF.

## Trayectoria
Nacido en Barcelona, representó al Santfeliuenc FC, UE Cornellà, FC Barcelona y RCD Espanyol como juvenil. En agosto de 2018, tras finalizar su formación, asciende al filial del Espanyol y sale cedido a la UE Horta de Tercera División. Debuta con el club el 18 de agosto de 2018 al entrar como suplente en la segunda mitad en una victoria por 3-1 frente a la UE Figueres. El siguiente 31 de enero volvió a salir cedido, en esta ocasión volviendo a la UE Cornellà.
En julio de 2019, Carlos firma en propiedad por el RCD Mallorca y es asignado a su filial, también en Tercera División. El 3 de octubre de 2020 renueva con el club y sale cedido a la SCR Peña Deportiva de la Segunda División B.
El 24 de agosto de 2021 ficha por la UD Almería por dos temporadas para jugar en su filial en la recién creada Tercera División RFEF. Logra debutar con el primer equipo el 2 de enero de 2022 sustituyendo en la segunda mitad a Javi Robles en una derrota por 0-1 frente al FC Cartagena en Segunda División.

## Clubes
Actualizado al último partido disputado el 21 de mayo de 2022.
| Club                        | País   | Año       | Partidos | Goles |
| --------------------------- | ------ | --------- | -------- | ----- |
| RCD Espanyol "B"            | España | 2018-2019 | 0        | 0     |
| UE Horta (cesión)           | España | 2018-2019 | 17       | 3     |
| UE Cornellà (cesión)        | España | 2019      | 2        | 0     |
| RCD Mallorca "B"            | España | 2019-2021 | 23       | 11    |
| SCR Peña Deportiva (cesión) | España | 2020-2021 | 18       | 0     |
| UD Almería "B"              | España | 2021-act. | 31       | 16    |
| UD Almería                  | España | 2022-act. | 2        | 0     |